# Flöttjärnarna, Hälsingland
Flöttjärnarna är en sjö i Ovanåkers kommun i Hälsingland och ingår i Testeboåns huvudavrinningsområde. Sjön har en area på 0,0505 kvadratkilometer och ligger 382,1 meter över havet. Sjön avvattnas av vattendraget Kölsjöån.

## Delavrinningsområde
Flöttjärnarna ingår i det delavrinningsområde (677302-150649) som SMHI kallar för Inloppet i Kölsjön. Medelhöjden är 372 meter över havet och ytan är 7,39 kvadratkilometer. Det finns inga avrinningsområden uppströms utan avrinningsområdet är högsta punkten. Kölsjöån som avvattnar avrinningsområdet har biflödesordning 2, vilket innebär att vattnet flödar genom totalt 2 vattendrag innan det når havet efter 104 kilometer. Avrinningsområdet består mestadels av skog (94 procent). Avrinningsområdet har 0,26 kvadratkilometer vattenytor vilket ger det en sjöprocent på 3,6 procent.